# Henryk Kuźniak

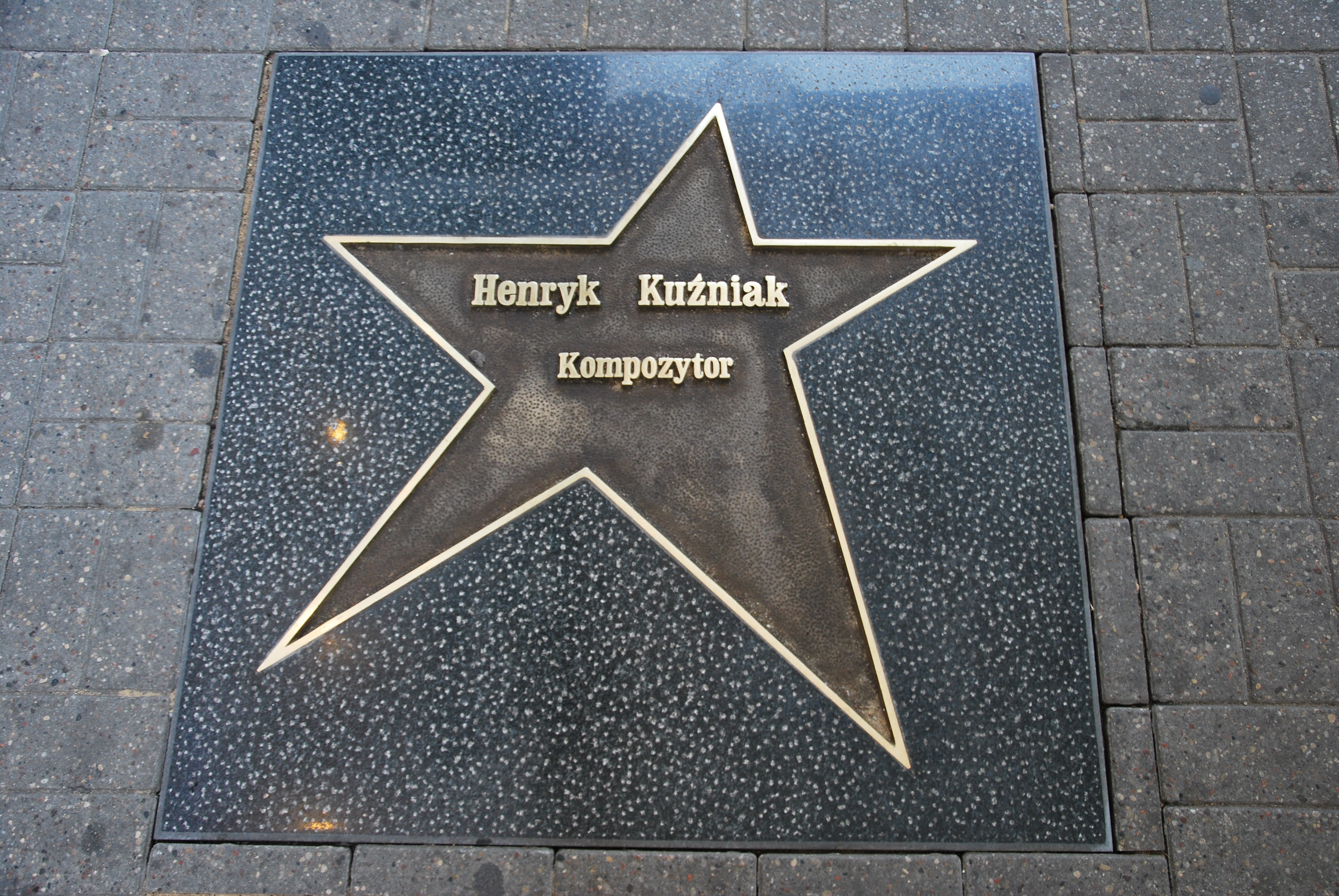
Étoile de Kuźniak sur l'Allée des Célébrités de Łódź.

Henryk Kuźniak (né le 17 mars 1936 à Czeladź dans la voïvodie de Silésie en Pologne, est un musicologue et compositeur de musique de film polonais.

## Biographie
En 1959, Kuźniak est diplômé en musicologie de l'université de Varsovie et pendant vingt ans travaille pour les studios de cinéma Wytwórnia Filmów Dokumentalnych i Fabularnych de Varsovie. En 1968, avec une bourse du gouvernement français, il suit une formation au studio de musique expérimentale auprès de Pierre Schaeffer à l'ORTF. 
Dans les années 1980, il est révélé au grand public grâce à la musique composée pour les films Vabank et Vabank 2 de Juliusz Machulski.
En 2005, il reçoit l'Insigne du Mérite culturel de Pologne (Odznaka honorowa Zasłużony dla Kultury Polskiej). En 2011, il est fait Commandeur de l'Ordre Polonia Restituta. L'artiste a également son étoile sur l'Allée des Célébrités de Łódź.

### Musique de film
- W środku lata de Feliks Falk, 1975
- Vabank de Juliusz Machulski, 1981
- Niech cię odleci mara d'Andrzej Barański, 1982
- Vabank 2 de Juliusz Machulski, 1984
- Fort 13 de Grzegorz Królikiewicz, 1984
- Sexmission de Juliusz Machulski, 1984
- Na kłopoty... Bednarski de Paweł Pitera, 1986
- Cynga de Leszek Wosiewicz, 1991
- Dwa księżyce d'Andrzej Barański, 1993
- Horror w Wesołych Bagniskach d'Andrzej Barański, 1995
- Daleko od siebie de Feliks Falk, 1995